# 사바나원숭이

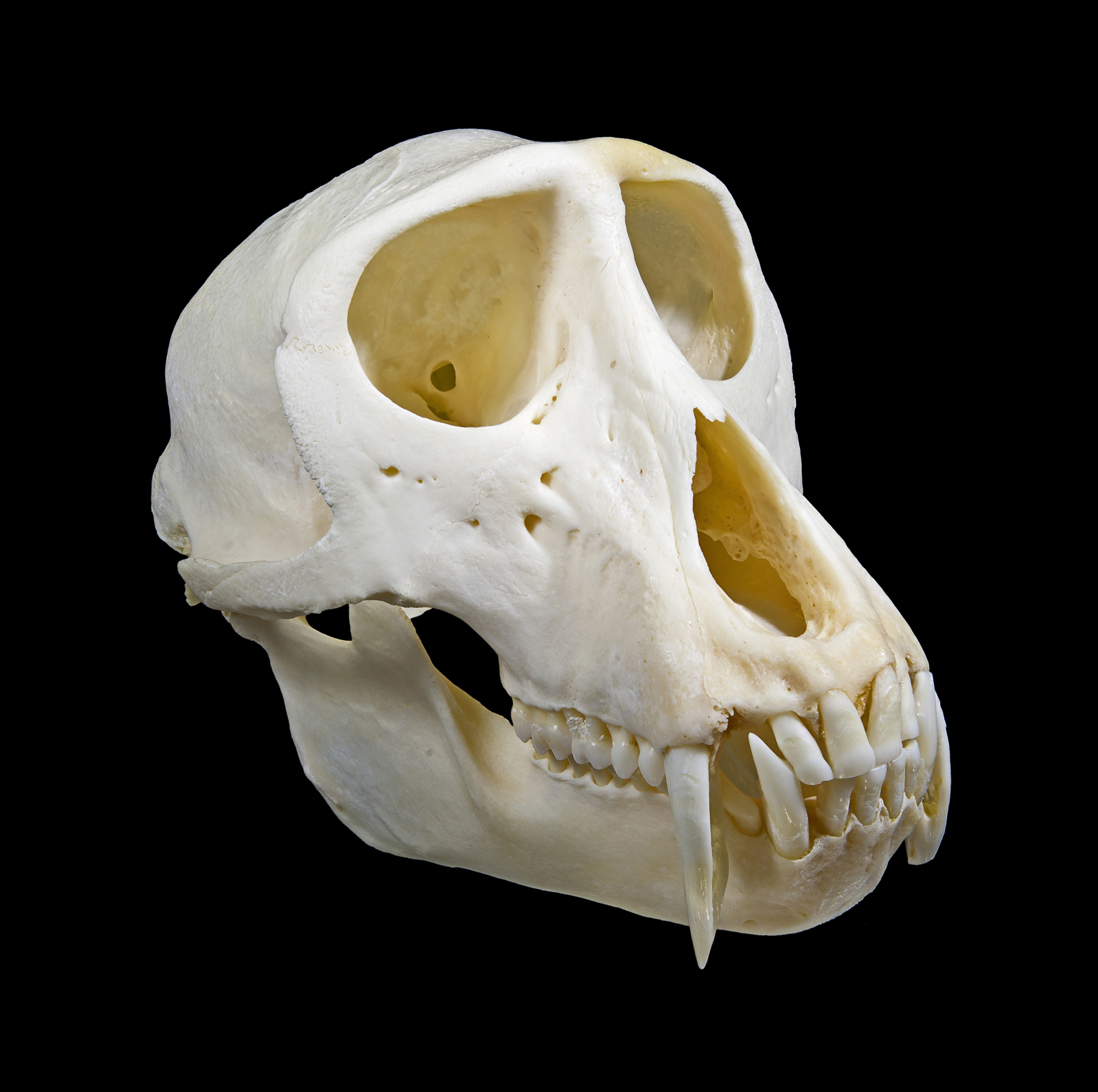
수컷 두개골

사바나원숭이(Chlorocebus sabaeus)는 버빗원숭이속에 속하는 구세계원숭이의 일종이다. 수단, 에티오피아에 분포한다. 건기동안에는 매일 물을 마셔야 하기 때문에 물이 꼭 필요한 요소가 된다. 지역에 따라 체격이 나 털 색깔에 차이가 있고 약20여종이 있다. 다른원숭이 와 달리 엉덩이 가 파랗다. 

천적은 표범, 아프리카비단뱀이다. 같은원숭이종류지만 개코원숭이도 매우 사납고 힘이세서 사바나원숭이의 천적이다.